# Carlos Sarabia
Carlos Eduardo Sarabia Barrios (Cartagena de Indias, Bolívar; 13 de junio de 2005) es un futbolista colombiano. Juega como lateral y su equipo actual es Millonarios de la Categoría Primera A de Colombia.

## Carrera en clubes

### Millonarios

#### Llegada al profesionalismo (2024)
Tras pasar casi un año compitiendo en las Inferiores de Millonarios, finalmente el 9 de julio de 2024 recibe su primera convocatoria al primer equipo, citado por Alberto Gamero, entonces DT del equipo; a un partido amistoso de pretemporada en Buenos Aires, ante River Plate.
Su debut profesional y primer citación a partido oficial se da el 28 de septiembre de 2024, en un partido ante el Envigado F. C. por el Torneo Finalización 2024, ingresando al juego como inicialista.

## Selección nacional

### Colombia Sub-20
Su primer acercamiento a su selección nacional se da en octubre de 2024 cuando es citado junto a su compañero en Millonarios, Néiser Villarreal; para un microciclo preparatorio por el entonces DT de la Selección Colombia Sub-20, César Torres.

## Estadísticas

### Clubes
Actualizado al último partido jugado el 7 de noviembre de 2024.
| Club                   | Div.          | Temporada     | Liga  | Liga  | Liga   | Copas | Copas | Copas  | Internacional | Internacional | Internacional | Total | Total | Total  | Media goleadora |
| Club                   | Div.          | Temporada     | Part. | Goles | Asist. | Part. | Goles | Asist. | Part.         | Goles         | Asist.        | Part. | Goles | Asist. | Media goleadora |
| ---------------------- | ------------- | ------------- | ----- | ----- | ------ | ----- | ----- | ------ | ------------- | ------------- | ------------- | ----- | ----- | ------ | --------------- |
| Millonarios · Colombia | 1.ª           | 2024          | 4     | -     | -      | 1     | -     | -      | -             | -             | -             | 5     | -     | -      | -               |
| Millonarios · Colombia | Total club    | Total club    | 4     | -     | -      | 1     | -     | -      | -             | -             | -             | 5     | -     | -      | -               |
| Total carrera          | Total carrera | Total carrera | 4     | -     | -      | 1     | -     | -      | -             | -             | -             | 5     | -     | -      | -               |
| 1. 2. 3.               |               |               |       |       |        |       |       |        |               |               |               |       |       |        |                 |